# Місто 44
«Місто 44» (пол. Miasto 44) — польський військово-драматичний фільм, знятий Яном Комасою. Прем'єра стрічки в Україні відбулась 21 липня 2016 року на Одеському міжнародному кінофестивалі. Фільм розповідає про хлопця Стефана, який через приниження з боку німців-окупантів, вступає до лав польської Армії Крайової.

## У ролях
- Юзеф Павловський — Стефан
- Зофья Віхлач — Бедронка
- Анна Прухняк — Кама
- Антоні Круліковський — Бекса
- Мауриці Попєль — Горал
- Філіп Гурлач — Рогал
- Міхал Миколайчак — Александр

## Визнання
| Нагороди та номінації фільму «Місто 44» | Нагороди та номінації фільму «Місто 44» | Нагороди та номінації фільму «Місто 44» | Нагороди та номінації фільму «Місто 44» | Нагороди та номінації фільму «Місто 44» | Нагороди та номінації фільму «Місто 44» |
| Рік                                     | Кінопремія / Кінофестиваль              | Категорія / Нагорода                    | Номінант                                | Результат                               |                                         |
| --------------------------------------- | --------------------------------------- | --------------------------------------- | --------------------------------------- | --------------------------------------- | --------------------------------------- |
| 2015                                    | Camerimage                              | Найкращий фільм                         | «Місто 44»                              | Номінація                               |                                         |
| 2015                                    | Кінопремія Польщі                       | Найкращий фільм                         | «Місто 44»                              | Номінація                               |                                         |
| 2015                                    | Кінопремія Польщі                       | Найкращий режисер                       | Ян Комаса                               | Номінація                               |                                         |
| 2015                                    | Кінопремія Польщі                       | Найкраща акторка                        | Зоф'я Віхляч                            | Номінація                               |                                         |
| 2015                                    | Кінопремія Польщі                       | Найкращий монтаж                        | Майкл Чарнекі                           | Перемога                                |                                         |
| 2015                                    | Кінопремія Польщі                       | Найкращі костюми                        | Магдалена Руткевич, Дорота Рокепло      | Перемога                                |                                         |
| 2015                                    | Кінопремія Польщі                       | Найкращий виробничий дизайн             | Гжегож Піятковський, Марек Варшевський  | Перемога                                |                                         |
| 2015                                    | Кінопремія Польщі                       | Відкриття року                          | Зоф'я Віхляч та Akson Studio            | Перемога                                |                                         |